# Dinteville (Haute-Marne)
Dinteville est une commune française située dans le département de la Haute-Marne, en région Grand Est.

## Géographie
| Silvarouvres   | Silvarouvres            |                |
|                | Dinteville              | Châteauvillain |
| Lanty-sur-Aube | Latrecey-Ormoy-sur-Aube |                |

### Hydrographie
La commune est dans la région hydrographique « la Seine de sa source au confluent de l'Oise (exclu) » au sein du bassin Seine-Normandie. Elle est drainée par l'Aube, divers bras de l'Aube, le Fossé 01 de Val de Clochefontaine, le ruisseau de Dinteville, le ruisseau de Ponteau et divers autres petits cours d'eau,.
L'Aube, d'une longueur de 249 km, prend sa source dans la commune d'Auberive et se jette  dans la Seine à Marcilly-sur-Seine, après avoir traversé 82 communes. 

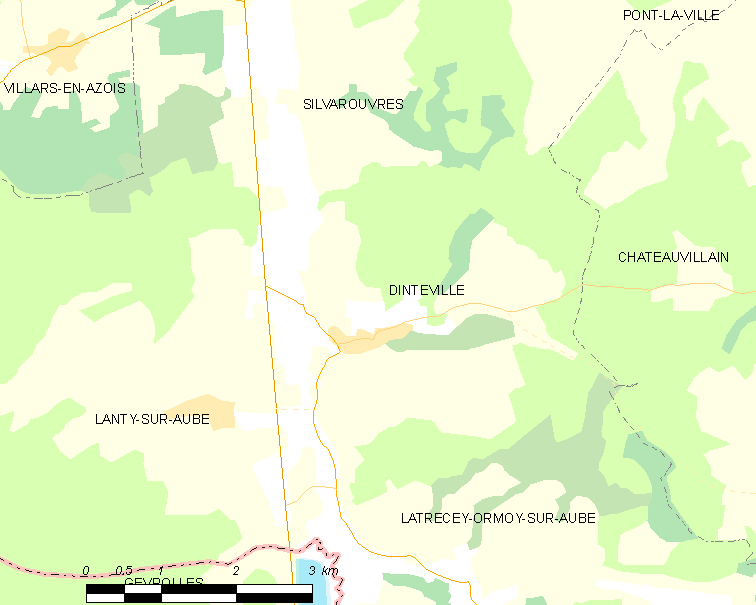
Carte de la commune de Dinteville et des proches communes.
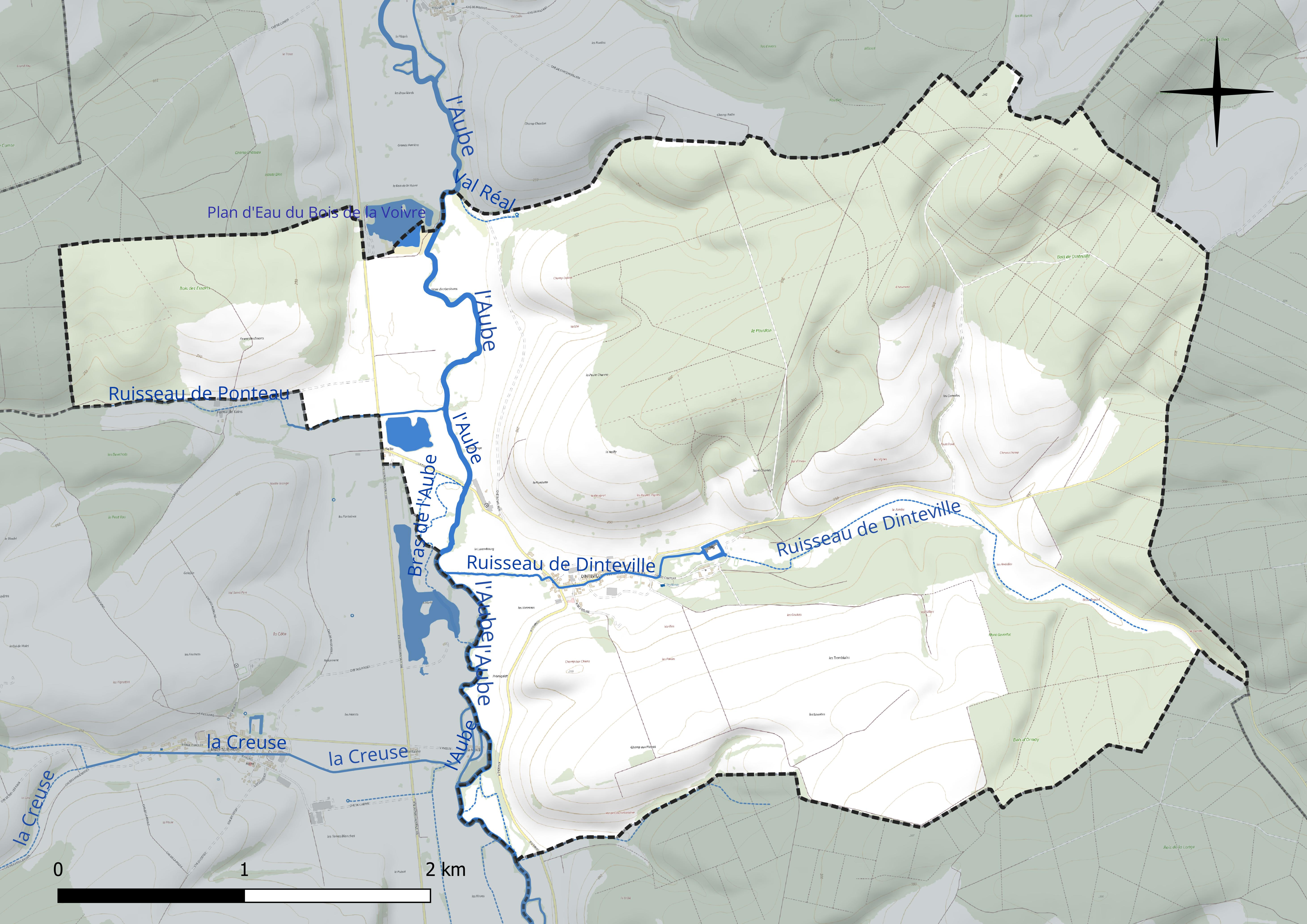
Réseau hydrographique de Dinteville.

Un plan d'eau complète le réseau hydrographique : le plan d'eau du Bois de la Voivre, d'une superficie totale de 6,3 ha (0,9 ha sur la commune),.

### Climat
Pour des articles plus généraux, voir Climat du Grand Est et Climat de la Haute-Marne.
En 2010, le climat de la commune est de type climat des marges montargnardes, selon une étude du Centre national de la recherche scientifique s'appuyant sur une série de données couvrant la période 1971-2000. En 2020, Météo-France publie une typologie des climats de la France métropolitaine dans laquelle la commune est exposée à un climat océanique altéré et est dans la région climatique  Lorraine, plateau de Langres, Morvan, caractérisée par un hiver rude (1,5 °C), des vents modérés et des brouillards fréquents en automne et hiver. 
Pour la période 1971-2000, la température annuelle moyenne est de 10,2 °C, avec une amplitude thermique annuelle de 16,3 °C. Le cumul annuel moyen de précipitations est de 892 mm, avec 12,4 jours de précipitations en janvier et 8,7 jours en juillet. Pour la période 1991-2020, la température moyenne annuelle observée sur la station météorologique de Météo-France la plus proche, « Cunfin_sapc », sur la commune de Cunfin à 10 km à vol d'oiseau, est de 11,0 °C et le cumul annuel moyen de précipitations est de 900,4 mm. 
La température maximale relevée sur cette station est de 41 °C, atteinte le 31 juillet 1983 ; la température minimale est de −21 °C, atteinte le 17 janvier 1985,,. 
Les paramètres climatiques de la commune ont été estimés pour le milieu du siècle (2041-2070) selon différents scénarios d'émission de gaz à effet de serre à partir des nouvelles projections climatiques de référence DRIAS-2020. Ils sont consultables sur un site dédié publié par Météo-France en novembre 2022.

## Urbanisme

### Typologie
Au 1er janvier 2024, Dinteville est catégorisée commune rurale à habitat très dispersé, selon la nouvelle grille communale de densité à sept niveaux définie par l'Insee en 2022.
Elle est située hors unité urbaine et hors attraction des villes,.

### Occupation des sols
L'occupation des sols de la commune, telle qu'elle ressort de la base de données européenne d’occupation biophysique des sols Corine Land Cover (CLC), est marquée par l'importance des territoires agricoles (50,3 % en 2018), une proportion sensiblement équivalente à celle de 1990 (50,2 %). La répartition détaillée en 2018 est la suivante : 
forêts (48,1 %), terres arables (38,6 %), prairies (11,6 %), zones urbanisées (1,6 %). L'évolution de l’occupation des sols de la commune et de ses infrastructures peut être observée sur les différentes représentations cartographiques du territoire : la carte de Cassini (XVIIIe siècle), la carte d'état-major (1820-1866) et les cartes ou photos aériennes de l'IGN pour la période actuelle (1950 à aujourd'hui).

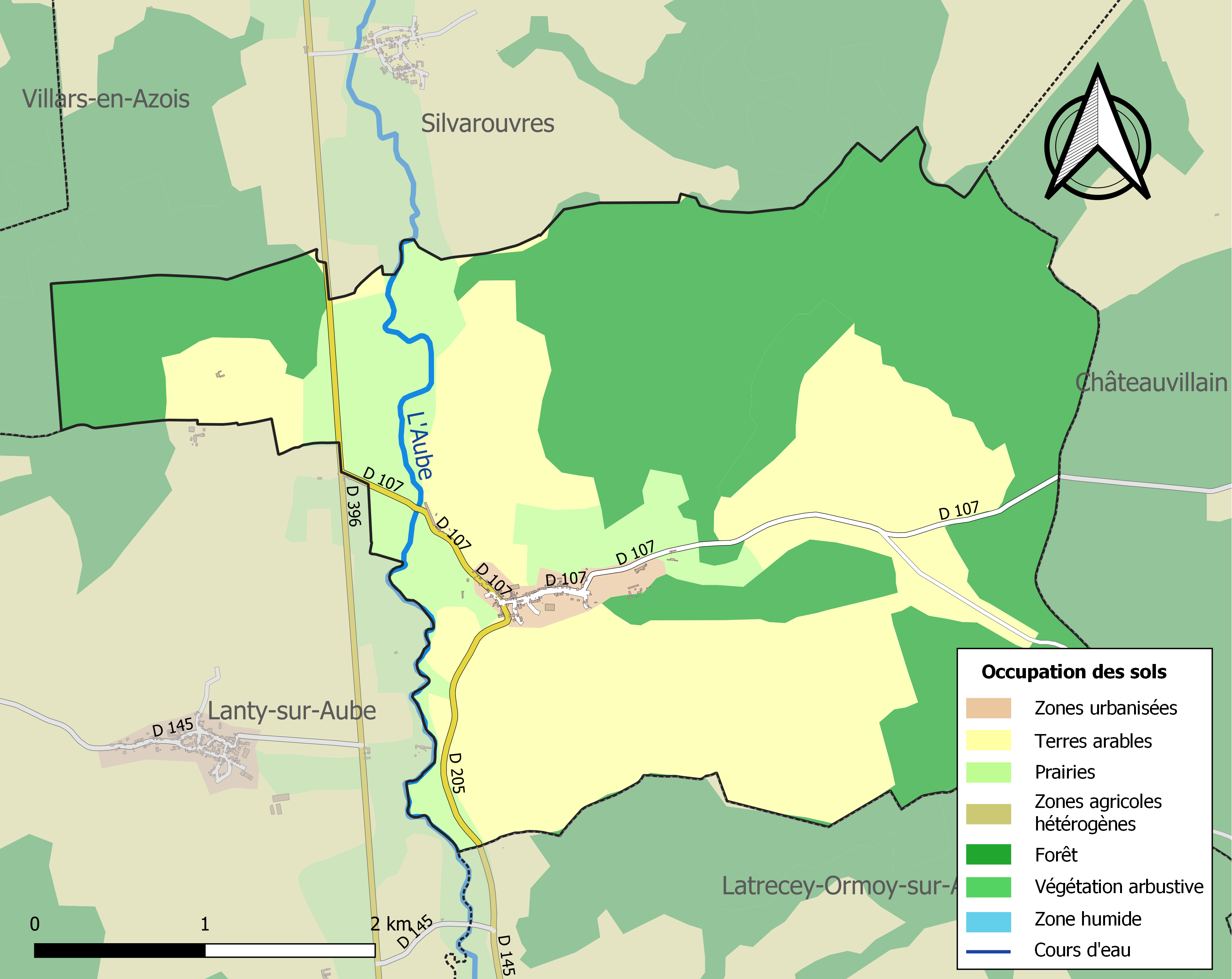
Carte des infrastructures et de l'occupation des sols de la commune en 2018 (CLC).

## Toponymie
Le nom de la localité est attesté sous les formes Dintevilla (vers 1172) ; Dintivilla (1179) ; Dintavilla (1240) ; Tinteville (1222-1243) ; Dyntavilla (1244) ; Dinteville (1250) ; Dynteville (1251) ; Dintheville (1603) ; Inteville (1682).

## Histoire

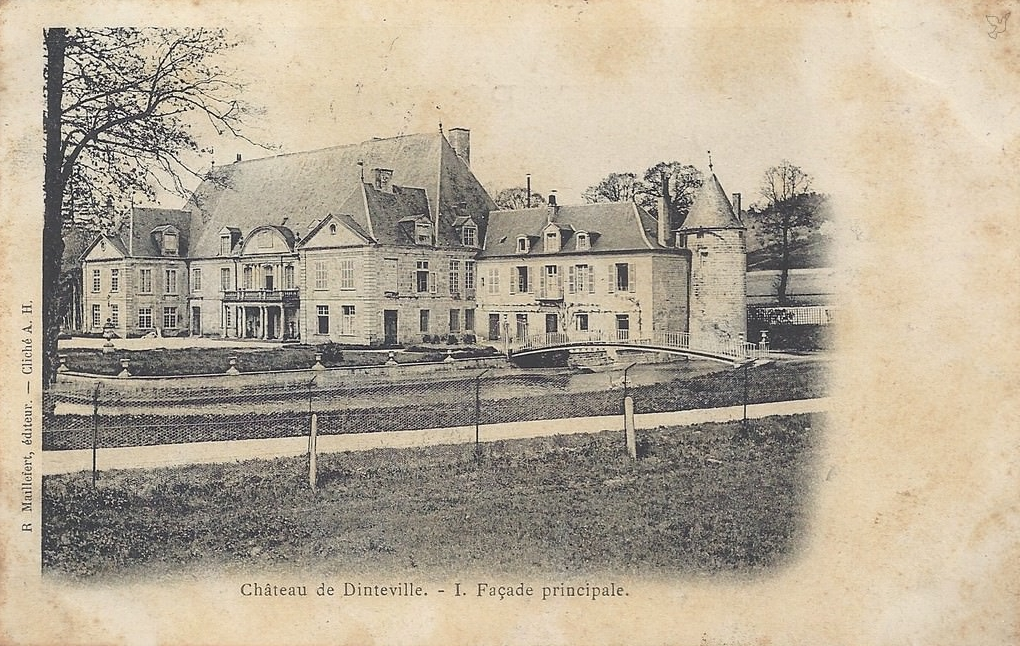
Carte postale du château vers 1920.

Héritiers par mariage des Mathaux (vers 1195), les Jaucourt ont été seigneurs de Dinteville du début du XIIIe siècle à la fin du XVIe siècle, quand l'héritière Agnès (de Jaucourt) de Dinteville († 1587) transmit à son époux (1558) Joachim de Chastenay-Lanty (elle avait épousé Joachim de Chastenay en 1558 ; de la famille de Jean, Erard et Victorine), et à leur fille Huberte de Chastenay, femme de Charles de Coligny, fils cadet de l'amiral. 
Jean de Dinteville (1504-† 1555/1557), seigneur de Polisy, bailli de Troyes, ambassadeur en Angleterre figurant dans le célèbre tableau de Holbein (1533), appartenait à la famille de Jaucourt de Dinteville.
Le château de Dinteville a été construit au XVIe siècle autour d'un important donjon du XIIIe siècle.

## Politique et administration
| Période                                  | Période  | Identité                        | Étiquette | Qualité                                                                                         |
| ---------------------------------------- | -------- | ------------------------------- | --------- | ----------------------------------------------------------------------------------------------- |
| ?                                        | av. 1974 | Marquis Félix de La Ville-Baugé | DVD       | Agriculteur, châtelain de Dinteville Conseiller général du Canton de Châteauvillain (1954-1973) |
| Les données manquantes sont à compléter. |          |                                 |           |                                                                                                 |
| mars 2001                                | mai 2020 | Claude Silvestre                |           |                                                                                                 |
| mai 2020                                 | En cours | Patrick Casuso                  |           |                                                                                                 |
| Les données manquantes sont à compléter. |          |                                 |           |                                                                                                 |

## Population et société

### Démographie

#### Évolution démographique
L'évolution du nombre d'habitants est connue à travers les recensements de la population effectués dans la commune depuis 1793. Pour les communes de moins de 10 000 habitants, une enquête de recensement portant sur toute la population est réalisée tous les cinq ans, les populations de référence des années intermédiaires étant quant à elles estimées par interpolation ou extrapolation. Pour la commune, le premier recensement exhaustif entrant dans le cadre du nouveau dispositif a été réalisé en 2004.

En 2022, la commune comptait 66 habitants, en évolution de +22,22 % par rapport à 2016 (Haute-Marne : −4,62 %, France hors Mayotte : +2,11 %).
| 1793 | 1800 | 1806 | 1821 | 1831 | 1836 | 1841 | 1846 | 1851 |
| ---- | ---- | ---- | ---- | ---- | ---- | ---- | ---- | ---- |
| 340  | 358  | 403  | 341  | 411  | 412  | 428  | 382  | 383  |

| 1856 | 1861 | 1866 | 1872 | 1876 | 1881 | 1886 | 1891 | 1896 |
| ---- | ---- | ---- | ---- | ---- | ---- | ---- | ---- | ---- |
| 326  | 335  | 276  | 252  | 290  | 298  | 295  | 264  | 230  |

| 1901 | 1906 | 1911 | 1921 | 1926 | 1931 | 1936 | 1946 | 1954 |
| ---- | ---- | ---- | ---- | ---- | ---- | ---- | ---- | ---- |
| 198  | 188  | 157  | 131  | 161  | 136  | 128  | 112  | 134  |

| 1962 | 1968 | 1975 | 1982 | 1990 | 1999 | 2004 | 2006 | 2009 |
| ---- | ---- | ---- | ---- | ---- | ---- | ---- | ---- | ---- |
| 98   | 95   | 78   | 80   | 76   | 64   | 67   | 67   | 55   |

| 2014 | 2019 | 2022 | - | - | - | - | - | - |
| ---- | ---- | ---- | - | - | - | - | - | - |
| 54   | 60   | 66   | - | - | - | - | - | - |

## Héraldique
| Armes de Dinteville | Les armes de Dinteville se blasonnent ainsi : De sable aux deux léopards d'or armés et lampassés de gueules, passant l'un sur l'autre. |

## Lieux et monuments
Le château de Dinteville et son parc sont inscrits Monuments Historiques. Ancien château fort du XVIe siècle dont deux tours et une façade subsistent, resté inchangé depuis le XVIIIe. Il est entouré de douves en eau et situé dans un parc paysagé à l'anglaise.

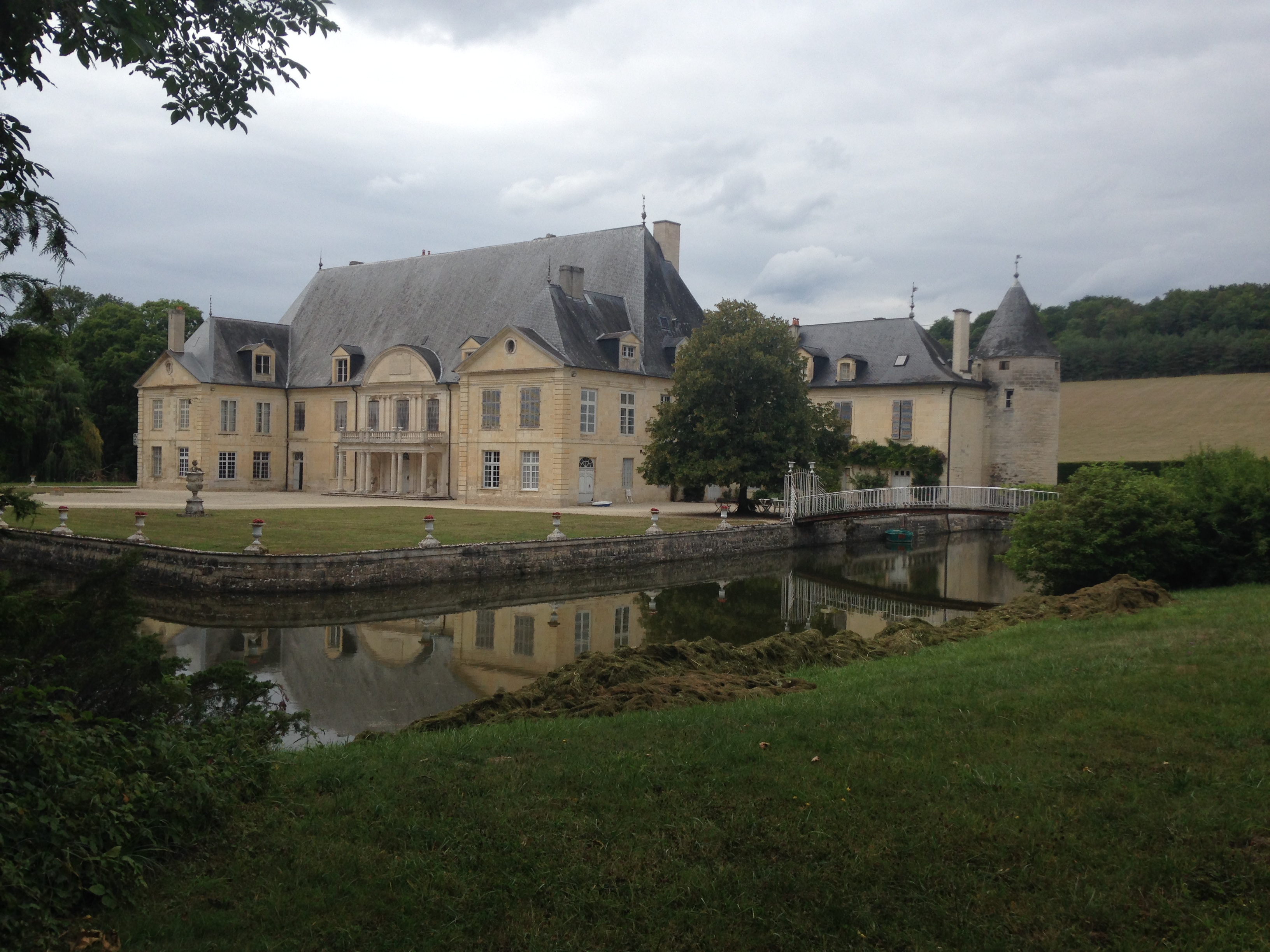
Le château de Dinteville et son parc.

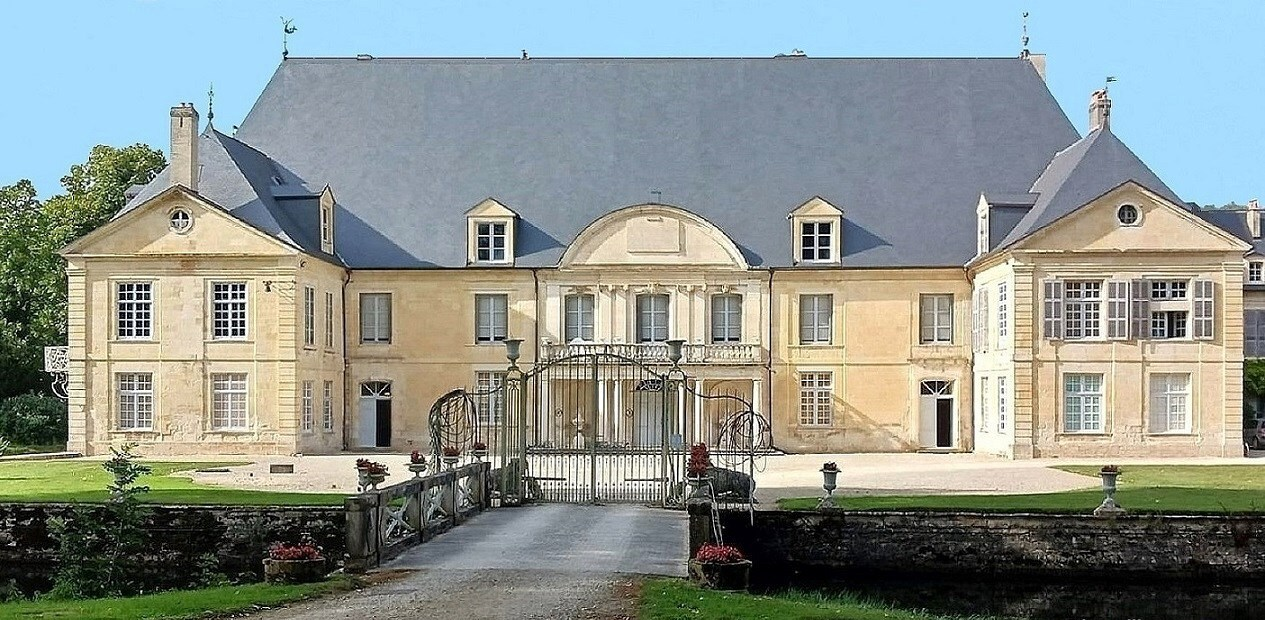
le Château

## Personnalités liées à la commune
- Jean de Dinteville.
- André de Sainte-Maure, homme politique mort en 1850 sur la commune.
- Anne Marie André Henry Picot de Dampierre, militaire né en 1836 sur la commune.